# A Song for Mama
«A Song for Mama» — R&B сингл американской группы Boyz II Men. Мелодия песни, которую написал и спродюсировал Babyface, стала основной музыкальной темой к фильму 1997 года Пища для души. Сингл удерживал первое место в R&B чарте Соединенных Штатов на протяжении двух недель. В настоящее время, эта песня — последний хит, вошедший в десятку лучших синглов чарта Billboard Hot 100 на 7 месте. Песня также была включена в альбом «Evolution».

## Позиции в чартах и преемственность

### Высшие места
| Чарты (1997)                         | Высшее место |
| ------------------------------------ | ------------ |
| U.S. Billboard Hot 100               | 7            |
| U.S. Billboard Hot R&B/Hip-Hop Songs | 1            |

### Позиции в конце года
| Конец 1998 года        | Позиция |
| ---------------------- | ------- |
| U.S. Billboard Hot 100 | 30      |